# 36 Capricorni
36 Capricorni, som är stjärnans Flamsteed-beteckning, är en ensam stjärna, belägen i den mellersta delen av stjärnbilden Stenbocken och har även Bayer-beteckningen b Capricorni. Den har en skenbar magnitud på 4,50 och är synlig för blotta ögat där ljusföroreningar ej förekommer. Baserat på parallaxmätning inom Hipparcosuppdraget på ca 19,1 mas, beräknas den befinna sig på ett avstånd på ca 171 ljusår (ca 153 parsek) från solen. Den rör sig närmare solen med en heliocentrisk radialhastighet på ca -21 km/s och kommer att ligga inom 145 ljusår om ca 685 000 år.

## Egenskaper
36 Capricorni är en gul till orange jättestjärna av spektralklass G7 IIIb Fe-1 där suffixnoten anger att den har ett underskott av järn i dess spektrum. Vid en ålder av 2,4 miljarder år har den gått in i röda klumpen, vilket betyder att den genererar energi genom termonukleär fusion av helium i dess kärna. Den har en massa som är ca 1,9 solmassor, en radie som är ca 7,9 solradier och utsänder från dess fotosfär ca 45 gånger mera energi än solen vid en effektiv temperatur av ca 5 000 K.